# アウグスト・クント

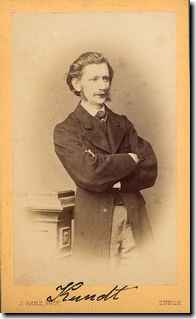
クントの肖像

アウグスト・アドルフ・エドゥアルト・エバーハルト・クント（August Adolf Eduard Eberhard Kundt, 1839年11月18日 - 1894年5月21日）は、ドイツの物理学者。特に光学や音響学の分野で大きな業績を残した。

## 生涯
クントは1839年にメクレンブルク＝フォアポンメルン州のシュヴェリーンで生まれた。ライプツィヒで科学の専門的な勉強を始め、後にベルリン大学に移った。当初は天文学を志していたが、ハインリヒ・グスタフ・マグヌスの影響で物理学に興味を持つようになり、1864年に『光の脱分極』で学位を取得した。
1867年にベルリン大学の私講師となり、翌1868年にスイスのチューリッヒ工科大学で物理学の教授に就任した。ここではヴィルヘルム・レントゲンを指導している。その後はレントゲンとともに1870年からヴュルツブルク大学に勤め、1872年にはストラスブール大学に移った。ここでは物理学研究所の新設に尽力している。最後は1888年にベルリンに戻り、ヘルマン・フォン・ヘルムホルツの後任としてベルリン物理学研究所の所長および実験物理学教授を務めた。長い闘病生活の後、リューベック近郊のイスラエルスドルフ (Israelsdorf) で1894年5月21日に逝去した。

## 研究
1866年にクントは管中の定在波を検出する方法を開発した。これは、空気の振動柱となっている筒の内部にヒカゲノカズラなどの乾燥粉末を拡散させ、粉が節に集まる傾向を利用し、その間隔から振動の波長を明らかにする手法である。この手法を応用して異なる気体中の音速を求めることができる。この手法および用いる筒をクント管 (Kundt's Tube) と呼ぶ。
光学の分野では、クントの名は異常分散の研究によって広く知られている。彼は、気体・液体中のみならず、白金めっきを施したガラス上に電解析出によって作製した金属薄膜中でもこの現象を観察した。クントは磁気光学の実験も数多く行なった。特に、マイケル・ファラデーが失敗した真空および気体中で磁場が偏光面の回転に与える影響を明らかにすることに成功している。